# هادي الباجوري
هادي الباجوري (مواليد 4 أغسطس 1973) هو مخرج أفلام مصري. قام بإخراج عدد مهم من الأعمال السينمائية والتلفزيونية، كما قام أيضًا بإخراج مجموعة مهمة من الإعلانات التجارية والكليبات الغنائية.

## حياته
ولد هادي جميل الباجوري في 4 أغسطس 1973 في القاهرة وسط عائلة فنية فوالده هو الصحفي والمنتج التلفزيوني جميل الباجوري، وخالته هي الممثلة الراحلة زيزي البدراوي، شقيقه هو المخرج وكاتب السيناريو الراحل سامح الباجوري.

### حياته الشخصية
تزوج من زوجة شقيقه الراحل سامح الممثلة فيدرا لكنهما انفصلا، تزوج للمرة الثانية من الفنانة حنان ترك لكن لم يدم الزواج طويلا، تزوج للمرة الثالثة من الممثلة ياسمين رئيس، التي قابلها أثناء إخراج مسلسله عرض خاص التي كانت هي إحدى بطلاته. رزقت منه بابنه «سليم» وفي فبراير 2022 أعلنا طلاقهما بعد زواج استمر أحد عشر عاما

## مشواره المهني
بدأ حياته الفنية كمنتج منفذ ثم اتجه للإخراج في أواخر التسعينات.
أخرج هادي المئات من الإعلانات والأغاني المصورة لأبرز المطربين العرب
قام بإخراج الكثير من الإعلانات التجارية لعدة ماركات تجارية
في عام 2011 أخرج فيلم (واحد صحيح) الذي كان فيلم افتتاح مهرجان دبي السينمائي الدولي في 2011
شارك في مسابقة المهر العربي للأفلام الروائية الطويلة، فاز بجائزة أفضل عمل إخراجي أول من المركز القومي للسينما بمصر.
دخل مجال الدراما التليفزيونية، قرر الاستعانة بالتكنيك السينمائي من حيث الإخراج، التصوير، المونتاج،
أول مسلسل من إخراجه كان بعنوان عرض خاص تم تصويره على شريط سينمائي قياس 16 ملم، في 2001 أسس مع (هاني أسامة) شركة (The Producers) للإنتاج السينمائي.
في 2014 أخرج فيلم الرعب (وردة) من إنتاج شركته (The Producers).

## أعماله

### كليبات غنائية
- أخراج العديد من الكليبات الغنائية للكثير من النجوم أبرزهم:
- سميرة سعيد
- خالد عجاج
- بشار الشطي
- حكيم
- حسن شاكوش
- سماح البرهومي
- نور العمر
- ليلا المغربية
- ياسمين رئيس
- ياسمين الجوهري
- نيللي مقدسي
- نانسي عجرم
- واما
- أنغام
- شيرين وجدي
- صابر الرباعي
- نوال الزغبي
- سوزان تميم
- هيفاء وهبي
- محمد منير
- عمرو دياب
- شارموفرز

### في التمثيل
- 1993: فيلم ضحك ولعب وجد وحب
- 1999: فيلم فتاة من إسرائيل
- 2010: مسلسل عرض خاص نفسه / ضيف شرف

### في الإخراج

#### الأفلام
- 2011: واحد صحيح
- 2014: وردة
- 2016: هيبتا
- 2019: الضيف
- 2022: قمر 14
- 2023: أنا لحبيبي

#### المسلسلات
- 2010: عرض خاص
- 2020: نمرة اتنين (الحلقة 4)
- 2021: ستات بيت المعادي
- 2022: البحث عن علا
- 2023: سفاح الجيزة

#### المسرحيات
- 2021: كوكو شانيل
- 2022: أحفاد ريا وسكينة

#### البرامج
- 2015: مصارحة حرة

### كمنتج
- 2010: عرض خاص

## وصلات خارجية
- الموقع الرسمي
- هادي الباجوري على موقع IMDb (الإنجليزية)
- هادي الباجوري على موقع الدهليز
- هادي الباجوري على موقع قاعدة بيانات الأفلام العربية
- هادي الباجوري على موقع قاعدة بيانات الفيلم (الإنجليزية)